# Bank of Ireland
La Bank of Ireland, (nome ufficiale Governor and Company of the Bank of Ireland), è una delle quattro principali banche irlandesi. La sua sede è a Dublino ed opera sia nella Repubblica d'Irlanda che nell'Irlanda del Nord.
La banca venne fondata dal Parlamento irlandese nel 1782, per sostenere le finanze pubbliche ed incoraggiare lo sviluppo commerciale del paese. Fino agli anni settanta aveva sede nello storico ed imponente edificio di College Green che, fino all'Atto d'Unione del 1800, aveva ospitato a Dublino il Parlamento irlandese. Oggi, la sede è in una costruzione moderna di Baggot Street, sempre a Dublino, ma a College Green rimane una filiale operativa.

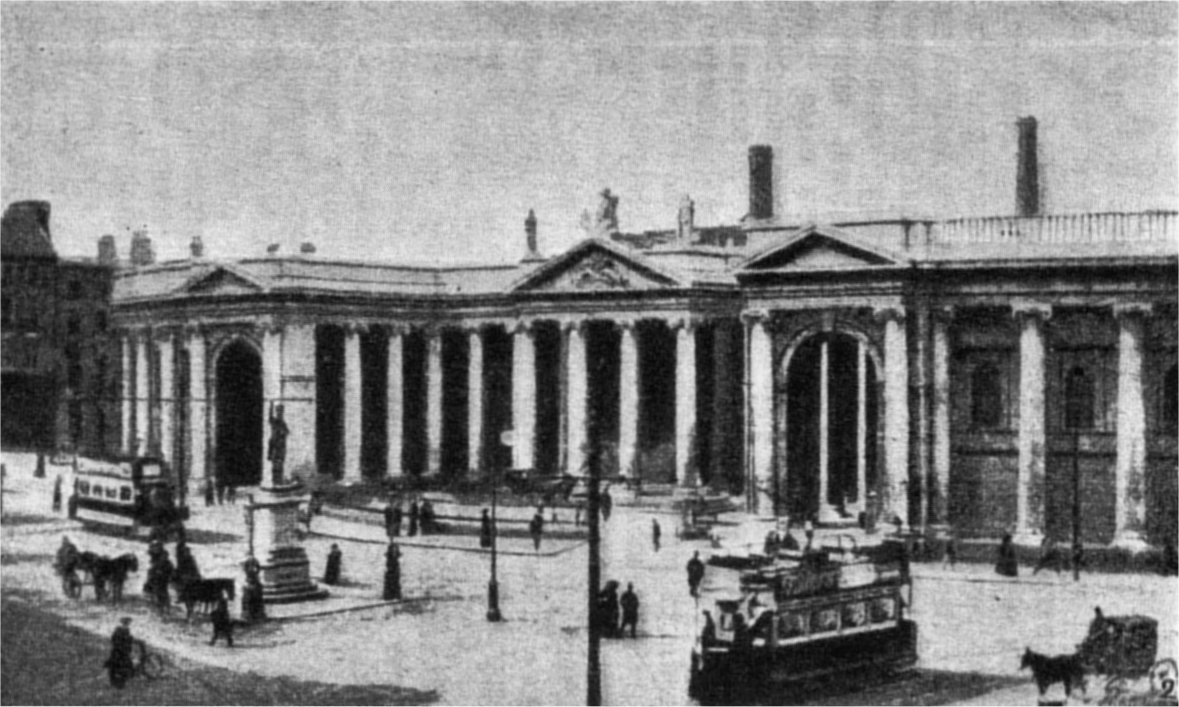
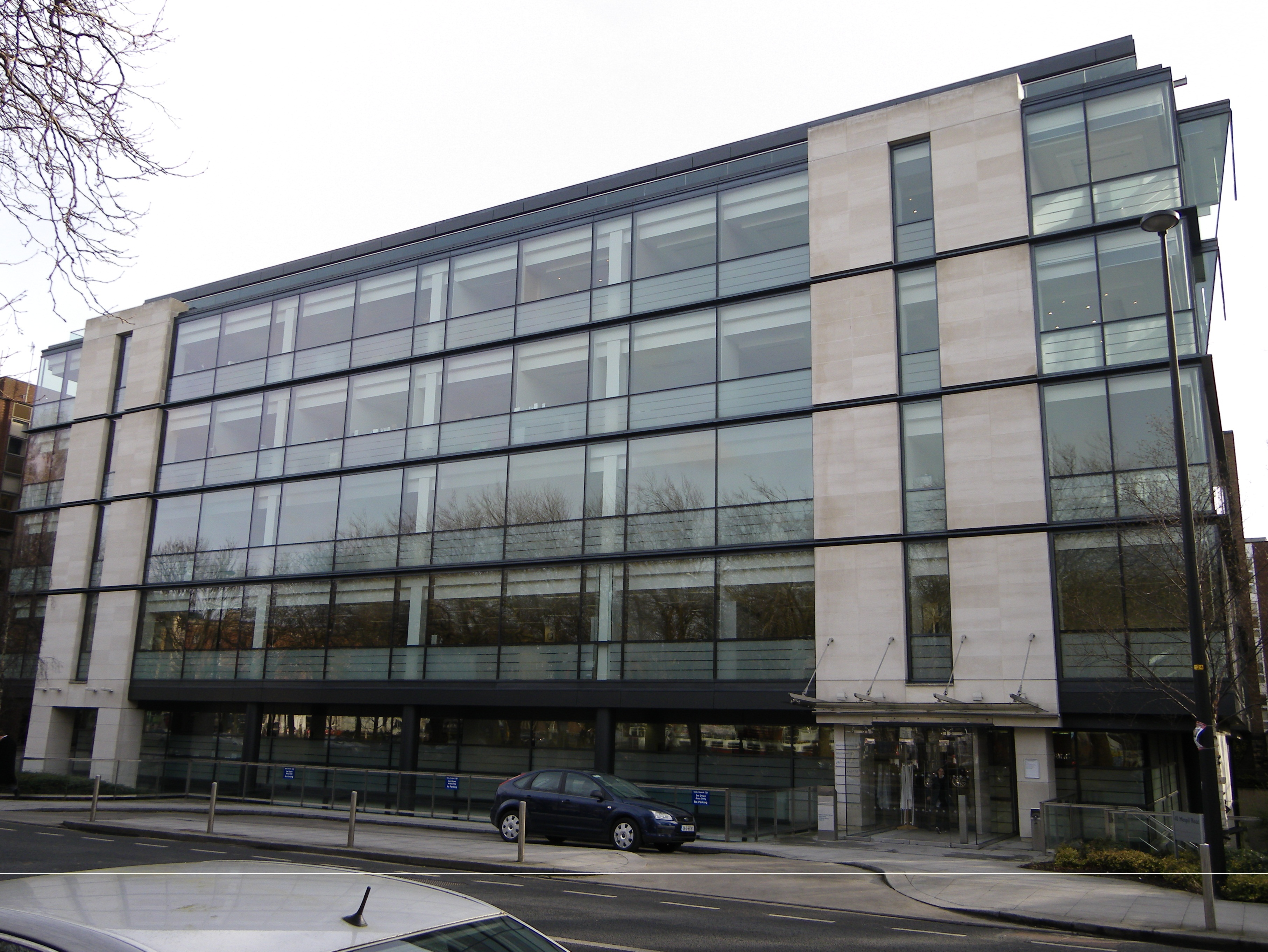